# Обухов, Валерий Леонидович
Вале́рий Леони́дович О́бухов (род. 9 июня 1938, Ленинград, СССР) — советский и российский философ, специалист по этике, эстетике, истории и философии науки, философии техники. Доктор философских наук, профессор. Основатель и руководитель межвузовской научной школы «Реалистическая философия» в СПбГАУ.

## Биография
Детство прошло в блокаду Ленинграда.
Окончил философский факультет Ленинградского государственного университета имени А. А. Жданова по специальности «философия».
В 1967—1983 годы — профессор кафедры научного атеизма, этики и эстетики Ленинградского государственного педагогического института имени А. И. Герцена.
В 1975 году в ЛГУ имени А. А. Жданова защитил диссертацию на соискание учёной степени кандидата философских наук по теме «О сущности и границах действия триадической формы закона отрицания отрицания» (специальность 09.00.01 — диалектический и исторический материализм).
С 1983 года по настоящее время — профессор и заведующий (до начала 2000-х) кафедрой философии, декан гуманитарно-педагогического факультета Санкт-Петербургского государственного аграрного университета.
В 1987 году в МГПИ имени В. И. Ленина защитил диссертацию на соискание учёной степени доктора философских наук по теме «Категориальные группы в теории диалектики» (специальность 09.00.01 — диалектический и исторический материализм).
Президент Российского общества реалистической философии.
Руководитель Пушкинского центра аналитических исследований.
Автор книги «Меня воспитала Блокада!», которая посвящена мужеству и стойкости духа жителей Ленинграда во время блокады.

## Награды
- Почётный профессор СПбГАУ[3].

## Научные труды

### Монографии
- Макареня А. А., Обухов В. Л. Методология химии. Пособие для учителя. — М.: Просвещение, 1985. — 160 с. — (Библиотека учителя химии). — 68 000 экз.
- Обухов В. Л. Системность элементов диалектики / В. Л. Обухов ; М-во высш. и сред. спец. образования РСФСР. — K/: Изд-во ЛГУ, 1985. — 183 с.
- Обухов В. Л. Что такое человек? В двух книгах. Книга 1. — СПб., 1996. — 150 с. — 1500 экз.
- Обухов В. Л. Что такое человек? В двух книгах. Книга 2. — СПб., 1996. — 192 с. — 1500 экз.
- Обухов В. Л., Сапунов В. Б. Основы экологии: Учебник для 9 класса средней школы к курсу "Человек и окружающая среда". — СПб.: Специальная литература, 1998. — 192 с. — 15 000 экз. — ISBN 5-86457-073-7.
- Обухов В. Л., Сальников В. П., Алябьева З. С., Кутыкова И. В., Оропай А. Ф. Реалистическая философия: Учеб. для вузов / Под ред. В. Л. Обухов, В. П. Сальников; Кол.авт. Санкт-Петербургский государственный аграрный университет, Санкт-Петербургский университет МВД России. — СПб.: Химиздат, 1999. — 544 с. — 3000 экз. — ISBN 5-7245-1151-7.
- Обухов В. Л., Скворцов В., Мочалова И. Философия. — СПб.: Химиздат, 1999. — 368 с. — 1500 экз. — ISBN 5-8290-0236-1.
- Алябьева З. С., Белянкина А. М., Быстрянцев С. Б.,  Васильева Н. А., Зобов Р. А. Основы антропоэкологии: Учеб. пособие для 10- 11 кл. сред. шк. к курсу "Человек и окружающая среда" / Под ред. В. Л. Обухов, В. Б. Сапунов. — СПб.: Химиздат, 2000. — 288 с. — 2500 экз. — ISBN 5-93808-008-8.
- Обухов В. Л., Довжинец М. М. Основы антропоэкологии: метод.пособие для учителей к курсу "Человек и окружающая среда" по темат. планированию уроков в 10-11. — СПб.: Химиздат, 2001. — 159 с. — 200 экз. — ISBN 5-93808-010-X.
- Никитин В. Н., Обухов В. Л. Религиоведение. Вероучения религий мира : представления о богах, ангелах и демонах, о душе, загроб. жизни, конце света, свящ. кн.: учеб. пособие для вузов. — 2-е изд. испр. и доп. — СПб.: Химиздат, 2001. — 352 с. — 1500 экз. — ISBN 5-93808-011-8.
- Обухов В. Л.,  Зобов Р. А., Сугакова Л. И., Ситников В. Л. Основы человековедения. Человек как микрокосм: Учеб. пособие/ Кол.авт. Исследовательский центр проблем качества подготовки специалистов. — 2-е изд., перераб. и доп. — СПб.: Химиздат, 2001. — 271 с. — 2500 экз. — ISBN 5-938080-31-2.
- Обухов В. Л. Реалистическая философия. Учебник для вузов. — СПб.: СПбГАУ, Химиздат, 2003. — 384 с. — 2500 экз. — ISBN 5-93808-040-1.
- Обухов В. Л.,  Зобов Р. А.,  Сугакова Л. И. Манифест реалистической философии / Санкт-Петербургское философское общество. — СПб.: Химиздат, 2004. — 63 с. — ISBN 5-938080-92-4. Архивировано 4 марта 2016 года.
- Духовное возрождение России: теория и практика: монография / В. Л. Обухов, В. Н. Скворцов, А. П. Желобов и др.; Ленингр. гос. ун-т им. А. С. Пушкина. — СПб.: Изд-во Ленинградского государственного университета, 2006. — 163 с. — ISBN 5-8290-0535-2.
- Обухов В. Л. Философский реализм : избранные труды. — СПб.: Копи-Парк, 2008. — 224 с. — ISBN 978-5-983410-31-2.

### Научная редакция
- Философия. Наука. Человек: конфликт или гармония?: учебное пособие / В. П. Агафонов и др.; под науч. и общ. ред. В.Л. Обухова. — СПб.: Изд-во Санкт-Петербург. гос. аграр. ун-та, 1993. — 280 с. — ISBN 5-85983-064-5.
- Природа и дух: мир философских проблем: В 2 кн. Кн. 1: Человек в мире и мир человека / В. М. Бурень и др.; Санкт-Петербург. гос. аграр. ун-т; Под науч. и общ. ред. В. Л. Обухова.. — СПб.: СПбГАУ, 1995. — 211 с. — ISBN 5-85983-065-3.
- Природа и дух: мир философских проблем : [В 2 кн.] [Кн. 2]: Виды и формы освоения бытия / Л. А. Микешина и др.; Санкт-Петербург. гос. аграр. ун-т; Под науч. и общ. ред. В. Л. Обухова. — СПб.: СПбГАУ, 1995. — 179 с. — ISBN 5-85983-065-3.
- Что такое человек? Основы человековедения: В 2 кн. Кн. 1. / Санкт-Петербург. гос. аграр. ун-т ; Под науч. и общ. ред. В. Л. Обухова. — СПб.: ТОО "Ривьера", 1996. — 148 с.
- Что такое человек? Основы человековедения: В 2 кн. Кн. 2 / Санкт-Петербург. гос. аграр. ун-т ; Под науч. и общ. ред. В. Л. Обухова. — СПб.: ТОО "Ривьера", 1996. — 191 с.
- Лики морали: Введ. в этику: Учеб.-науч. пособие / Санкт-Петербург. гос. аграр. ун-т, С.-Петерб. юрид. ин-т; [В. Л. Обухов и др.]; Под науч. и общ. ред. В. Л. Обухова. — СПб.: ТОО "Ривьера", 1996. — 189 с.
- Основы экологии : Учеб. для 9-го кл. сред. шк. к курсу "Человек и окружающая среда" / Н. И. Боенко, Р. А. Зобов, Л. А. Кузнецов и др.; Под ред. В. Л. Обухова, В. Б. Сапунова. — СПб.: Специальная литература, 1998. — 192 с. — ISBN 5-86457-073-7.
- Философия и методология познания: Учебник для магистров и аспирантов / Кол. авт. Фонд "Университет", Санкт-Петербургский университет МВД России; Академия права, экономики и безопасности жизнедеятельности, СПбГУ, СПбГАУ, ИпиП (СПб.) ; Общ. ред. В. П. Сальников, В. Л. Обухов, Ю. Н. Солонин, В. В. Василькова. — СПб.: Фонд поддержки науки и образования в области правоохранительной деятельности «Университет», 2003. — 560 с. — (Мир философии). — 3000 экз. — ISBN 5-935980-86-X.
- Реалистическая философия: учебник / Науч.-метод. совет по философии М-ва общ. и проф. образования России ; ред. В. Л. Обухов. — 3-е изд., перераб. — СПб.; Пушкин: Изд-во Санкт-Петербург. гос. аграр. ун-та: Химиздат, 2003. — 384 с. — ISBN 5-93808-040-1.
- Реалистическая философия: учебник по курсу "Философия" для студентов вузов / В. Л. Обухов, З. С. Алябьева, А. Ф. Оропай и др.; под общ. и науч. ред. В. Л. Обухова. — 4-е изд., перераб. — СПб.; Пушкин: Изд-во Санкт-Петербург. гос. аграр. ун-та: Химиздат, 2009. — 335 с. — ISBN 978-5-93808-171-0.
- Ключ: философско-общественный альманах Пушкинского центра аналитических исследований и прогнозирования / С.-Петерб. гос. аграр. ун-т. Вып. 1./ под общ. и науч. ред. В. Л. Обухова. — Пушкин, СПб.: Химиздат, 2009. — 167 с.
- Ключ: философско-общественный альманах Пушкинского центра аналитических исследований и прогнозирования / С.-Петерб. гос. аграр. ун-т. Вып. 3/ под общ. и науч. ред. В. Л. Обухова. — Пушкин, СПб.: Химиздат, 2011. — 159 с. — ISBN 978-5-93808-192-5.
- Россия перед лицом глобализации: материалы Международной научной конференции, посвященной 150-летию со дня рождения В. И. Вернадского, 20-21 июня 2013 года, город Пушкин / под ред. В. Л. Обухова, И. В. Солонько. — СПб.: Санкт-Петербургский государственный аграрный университет, 2013. — 151 с. — ISBN 978-5-85983-174-6.

### Статьи
- Обухов В. Л. Историко—теоретическое обоснование реалистического мировоззрения // Клио: Журнал для учёных. — 2004. — № 3 (26). — С. 28—41.
- Обухов В. Л. Идеология в отечественной духовной культуре // Ключ. Альманах Пушкинского центра аналитических исследований и прогнозирования. Вып. 1 / Под общ. и науч. ред. проф. В. Л. Обухова. — СПб., Пушкин: Химиздат, 2009. — С. 49—64. — 158 с. (недоступная ссылка)
- Обухов В. Л. Российское общество реалистической философии // Вестник Российского философского общества. — М.: Российское философское общество, 2014. — № 1.

## Интервью
- Флигель: Факультет очень важных вещей // Царское село. 19 октября 2002 года. — № 82 (9404)